# Wilhelm Albrecht Dorchimont
Wilhelm Albrecht Dorchimont, född d'Orchimont den 28 juni 1783 i Marstrand, död 20 december 1861 i Stockholm, var en svensk militär och landshövding. Han var landshövding i Skaraborgs län 1837–1851, och adlades med namnet Dorchimont den 7 oktober 1817.

## Biografi
Wilhelm Albrecht Dorchimont var son till majoren Carl Ferdinand Johan d'Orchimont (1757–1824) adlad d'Orchimont och Anna Christina Bundsén.
Dorchimont blev kadett vid Krigsakademien 1798, fänrik vid Livregementets värvade infanteribataljon 6 oktober 1801, sekundlöjtnant 6 maj 1802, premiärlöjtnant vid Finska gardesregementet 6 mars 1808. Han var adjutant i Krigskollegium  mellan 1809 och 1811. Han blev kapten i armén 15 februari 1809 och stabskapten vid Andra livgardet 10 april 1810 där han erhöll kompani 20 november samma år. Han blev ordonnansofficer hos kronprinsen 1 juli 1812 och major i armén 16 november 1814. Den 15 augusti 1815 blev han överstelöjtnant vid Västerbottens regemente,
adjutant hos kronprinsen 6 januari 1816 och överste och chef för Västgötadals regemente 15 april 1817. Dorchimont blev generaladjutant 11 maj 1826 och var tillförordnad överbefälhavare på Karlstens fästning från december 1833 till 6 juni 1834. Han var vice landshövding i Örebro län från 28 augusti 1834 till 1 januari 1836 och blev detsamma i Skaraborgs län 1 september 1837. Dorchimont blev generalmajor och förste adjutant hos kungen 28 januari 1838. Han blev landshövding 9 mars samma år.
Dorchimont blev riddare av Svärdsorden den 23 januari 1814 och gavs namn, heder och värdighet av major den 25 augusti 1814, vilket konfirmerades den 4 oktober samma år. 
Dorchimont utnämndes till kommendör av Svärdsorden den 28 januari 1836.
Han gifte sig 1815 med Fredrika Nilsson, dotter till brukspatronen Nils Nilsson och Christina Schwartz.
Dorchimont adlades 7 oktober 1817. År 1824 ärvde han faderns adelskap och hans egen ätt betraktas därefter som utdöd.

## Utmärkelser
- Riddare av Svärdsorden,  23 januari 1814
- Kommendör av Svärdsorden,  28 januari 1836

[Redigera Wikidata]